# Ouaguenoun
Ouaguenoun (en kabyle : At Wagnun) est une commune algérienne de la wilaya de Tizi Ouzou, en région de Kabylie.

## Géographie

### Situation
La commune d'Ouaguenoun se situe au centre de la wilaya de Tizi Ouzou.
| Boudjima, Aït Aïssa Mimoun | Boudjima   | Timizart        |
| Aït Aïssa Mimoun           | Ouaguenoun | Timizart, Freha |
| Aït Aïssa Mimoun           | Tizi Ouzou | Freha           |

### Localités de la commune

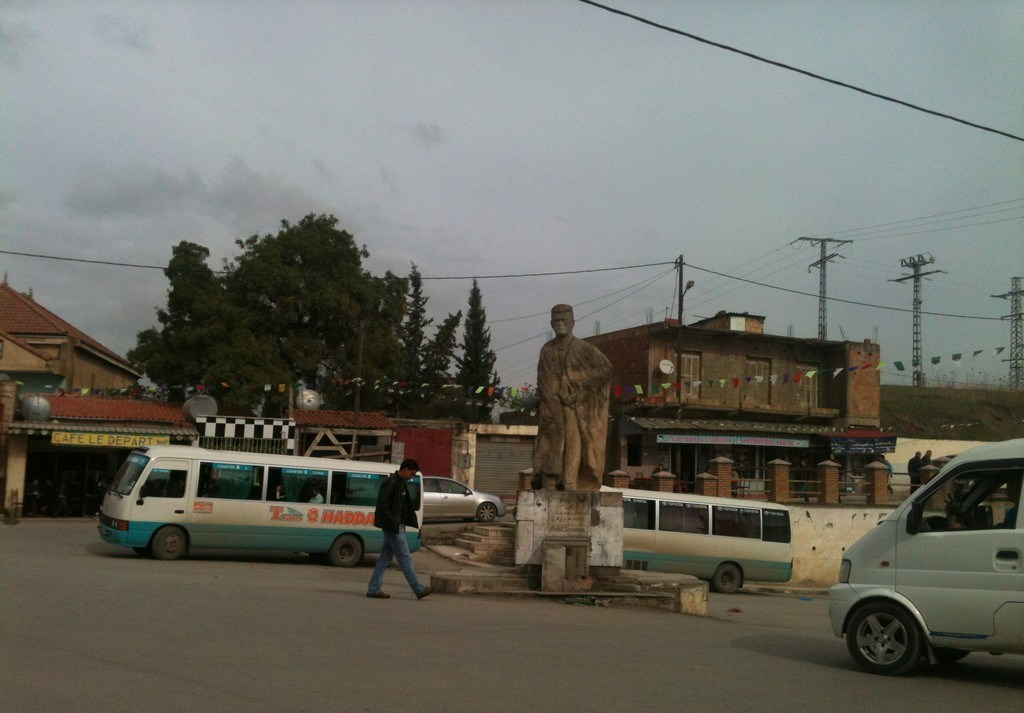
Centre de Tikobain

La commune de Ouaguenoun est composée de treize localités :
- Tikobaïne (chef-lieu de la commune)
- Alma Loucif
- Agouni Bougdal
- Agouni Ouzaraz
- Amalou
- Azib Ouhaddad
- Boudchicha
- Chalaouati
- Djebla
- Ihdikaouène Oufella
- Kechabna
- Tamda (Tazazrait)
- Tiaouinine (Tiaouinine Oufella et Tiaouinine Bouada)

## Histoire
(janvier 2018).
Si vous disposez d'ouvrages ou d'articles de référence ou si vous connaissez des sites web de qualité traitant du thème abordé ici, merci de compléter l'article en donnant les références utiles à sa vérifiabilité et en les liant à la section « Notes et références ».
Printemps 1825 : La tribu des Ait Ouaguenoun subit les représailles de la régence d'Alger pour s'être souvent rebellé contre cette dernière. L'expédition punitive d’une grande ampleur est menée par Yahia-Agha[réf. nécessaire] délégué par le Dey Hussein. La bataille a été dirigée contre le village Ait Saïd. Ce dernier étant le plus proche de la mer.
Des historiens dénombrent 300 morts[réf. nécessaire]. La plupart sont enterrés dans un cimetière toujours en vue au niveau du village. Le lieu du déroulement de l'ultime bataille est connu sous le nom de Teblat u baxix c'est-à-dire le rocher de l'hécatombe.
Au sujet de Ouaguenoun, certaines personnes[Qui ?] citent Autre version : lors des marches d'Avril 1980, les Ath Ouaguenoun ont transformé un car afin d'avoir le maximum de places possibles pour transporter les manifestants vers Alger.

## Économie
Essentiellement rurale et vouée à la polyculture et à l'élevage. Le cheptel est composé de bovins, dont la plupart des têtes sont élevées pour la production laitière ou la viande. On y élève également des chèvres et des moutons.

## Éducation
La commune compte deux lycées (le lycée polyvalent de Djebla et le lycée de Tamda) et trois collèges (le collège de Tanajelt  celui de Sidi Lahbib et le college de Tamda) ainsi qu'un centre de formation professionnelle.

## Vie quotidienne
La commune dispose d'un stade de football. L'ASCO, est l'équipe de football de la commune, affiliée à la ligue de Tizi Ouzou.
Elle est dotée aussi d'un centre culturel, où on pratique le théâtre, la musique, le dessin et la broderie. Ce centre inclut une petite salle de sport où sont exercés les arts martiaux tels que le Kung-Fu Wushu, le judo, le Võ-Viêtnam et le karaté.